# NGC 6587
NGC 6587 este o galaxie situată în constelația Hercule. A fost descoperită în 31 iulie 1864 de către Albert Marth.